# Ruth Farchi
Ruth Farchi auch Ruth Farhi, geborene Ruth Zimmer (geboren 13. August 1927 in Wien; gestorben 19. April 2021 in Ramat Gan), war eine österreichisch-israelische Schauspielerin.

## Leben
Ruth Zimmer emigrierte 1934 mit ihren Eltern nach Palästina. Sie machte eine Ausbildung zur Kindergärtnerin, heiratete 1951 und bekam drei Kinder. Ab 1968 nahm sie Schauspielunterricht und spielte ab 1972 am Theater. Sie wirkte an 40 Fernsehfilm- und Filmproduktionen mit, darunter Schindlers Liste (1993), What's the 48? (2011), Am Ende ein Fest (2014) und der Kurzfilm Ave Maria. Hubert Kramar engagierte sie zwischen 1994 und 1996 für die Wiener  Theatergruppe WEARD t.atr.  
Farchi lebte zuletzt in Ramat Gan.